# Verstandelijke leeftijd
De verstandelijke leeftijd is in de klassieke, inmiddels verlaten, berekeningswijze van het IQ het aantal jaren en maanden waarop gemiddeld genomen een bepaalde vaardigheid wordt beheerst of een prestatie wordt bereikt. Iemands intelligentiequotiënt is deze verstandelijke leeftijd (VL) gedeeld door de chronologische leeftijd (CL) en vermenigvuldigd met 100. Iemand die de score eerder bereikt dan de verstandelijke leeftijd heeft voorsprong in zijn intellectuele ontwikkeling en behaalt een IQ boven de 100. 
Deze vorm van meten veronderstelt dat de intelligentie gelijkmatig met de leeftijd stijgt, een idee dat is achterhaald. De waarde van deze meting is relatief.